# (11849) Fauvel
(11849) Fauvel est un astéroïde de la ceinture principale.

## Description
(11849) Fauvel est un astéroïde de la ceinture principale. Il fut découvert par Eric Walter Elst le 15 février 1988 à l'ESO. Il présente une orbite caractérisée par un demi-grand axe de 2,61 UA, une excentricité de 0,2 et une inclinaison de 8,01° par rapport à l'écliptique.
Il fut nommé en hommage à l'aviateur et inventeur français Charles Fauvel (1904-1979) qui inventa l'aile d'avion en 1933.

## Compléments